# Allen Curnow
Allen Curnow (* 17. Juni 1911 in Timaru, Neuseeland; † 23. September 2001) war ein neuseeländischer Schriftsteller und Journalist, der vor allen Dingen durch seine Gedichte zu internationaler Berühmtheit gelangte. So wurde er unter anderem mit den wichtigen Preisen Commonwealth Poetry Prize (1988) und Queen’s Gold Medal for Poetry (1989) ausgezeichnet.

## Werke (Auswahl)
Neben einer Vielfalt von englischsprachigen Veröffentlichungen ist bisher erst eine deutschsprachige Publikation von Allen Curnow erschienen:
- Bäume, Bildnisse, bewegliche Gegenstände, aus dem Englischen übertragen von Joachim Sartorius und Karin Graf, Steidl, Göttingen, 1994

## Rezeption
Im Tagebuch eines Windreisenden des Musikers und Kulturessayisten Volkmar Mühleis kauft sich der Erzähler zu Beginn seiner Weltreise nach New Zealand einen Band von Allen Curnow. Das Buch Continuum, New & Later Poems 1972-1988 soll 26 Jahre auf ihn als Käufer gewartet haben. Später wird die Reise Zeile für Zeile mit den Versen verglichen. Dabei bleibt offen, ob die Poesie die Reise bestimmt oder umgekehrt.